# EN-100
A Estrada Nacional nº 100, mais conhecida pelo seu prefixo EN-100, é uma rodovia do tipo longitudinal angolana, que atravessa o país de norte a sul. Segundo as disposições do plano nacional rodoviário, liga a cidade de Massabi, na província de Cabinda, ao posto administrativo da foz do rio Cunene no Parque Nacional do Iona, na província do Namibe.
É a maior e mais importante rodovia angolana, com 1858 km de extensão, atravessando as mais ricas e povoadas áreas do território nacional, sendo pelo menos cinco capitais provinciais, a saber: Cabinda, Luanda, Sumbe, Benguela e Moçâmedes. Dá acesso a todos os grandes portos da nação (Luanda, Lobito, Namibe, Soio, Porto Amboim e Cabinda), ainda servindo de conexão aos caminhos de ferro de Benguela, Luanda e Moçâmedes.
Uma das mais antigas estradas do país, seu primeiro trecho aberto, ainda no século XVI, foi possivelmente entre Luanda, Ambriz e Soio, servindo como caminho de passagem de animais. Depois o Império Português preocupou-se em ligá-la à Benguela, a partir do século XVII, por fim chegando ao Moçâmedes e ao deserto da Namíbia, no século XIX. Os últimos trechos a serem abertos, no final do século XIX, foram os que ligavam Cabinda a Massabi e a fronteira de Angoio. Os últimos trechos a serem abertos, no final do século XIX, foram os que ligavam Cabinda a Massabi e a fronteira de Angoio.
A rede rodoviária de Angola era subdesenvolvida e bastante precária durante a era colonial portuguesa, com apenas algumas seções pavimentadas, incluindo o trecho de 400 quilômetros entre Luanda e Sumbe, algumas áreas urbanas e uma seção de Moçâmedes a Tômbua, no sul de Angola. A Guerra Civil Angolana negligenciou ou danificou ainda mais a rede rodoviária. Após o fim da guerra em 2002, algumas seções foram pavimentadas e recuperadas, particularmente no sul, incluindo a rota de Luanda para Benguela. Entre 2009 e 2011, a seção de 93 quilômetros de Moçâmedes a Tômbua foi recuperada e modernizada. De 2010 a 2014, a estrada entre Angoio, Cabinda e Massabi, cobrindo ambas as fronteiras, foi totalmente pavimentada, e a rota de Nezeto a Luanda também foi totalmente pavimentada. Entre 2010 e 2020, a estrada de Benguela a Moçâmedes foi pavimentada em fases, com os troços finais a norte de Moçâmedes concluídos em 2020-2021. O troço entre Soio e Nezeto, com 150 km de extensão, por sua vez, foi totalmente duplicado de 2020 a 2023, sendo o mais modernizado desde então. No entanto, a modernização permanece incompleta, com algumas pontes ainda inacabadas e falta de sinalização. A continuação da estrada após Tômbua — num trecho desértico e pouco povoado — não foi pavimentada.

## Conexões
No Soio a rodovia desconexa com sua seção norte, em virtude de barreiras geográficas impostas pelo rio Congo.  A travessia de balsa é feita do porto do Soio até o porto de Banana, na margem oposta do rio Congo, na cidade de Muanda (Congo-Quinxassa). Ali a EN-100 torna-se a rodovia quinxassa-congolesa N11, seguindo até a vila de Ndunji, que faz fronteira com a cidade angolana de Angoio, onde torna-se novamente EN-100. De lá segue até a cidade de Massabi, na fronteira com a cidade de Fouta, no Congo-Brazavile, tornando-se a rodovia RN 4.
Já no sul, após o posto administrativo da foz do rio Cunene no Parque Nacional do Iona, a rodovia liga-se com a  uma rede de estradas na Namíbia que cortam o deserto da Namíbia.